# موروماچی، توکیو

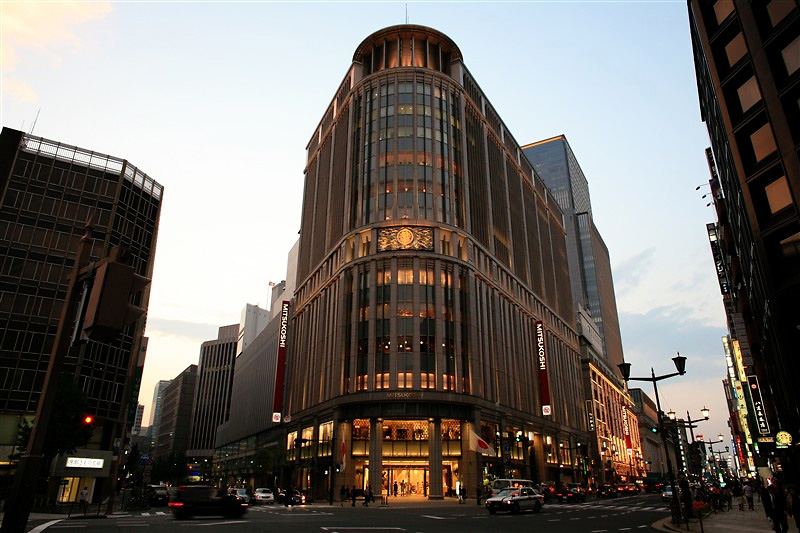
فروشگاه بزرگ میتسوکوشی

موروماچی، توکیو (به ژاپنی: 室町 Muromachi)، ناحیه ای از چوئو-کو، توکیو،  توکیو،  ژاپن است. قبلاً به بخش نیهونباشی (日本橋区) تعلق داشت که مربوط به منطقه  نیهونباشی کنونی است.
موروماچی یک منطقه تجاری است که تعدادی از شرکت های قدیمی را در خود جای داده است.